# 下慎之介
下 慎之介（しも しんのすけ、2002年6月18日 - ）は、群馬県高崎市出身の元プロ野球選手（投手）。左投左打。NPBでは育成選手であった。

## 経歴

### プロ入り前
高崎市立佐野小学校2年時に佐野スラッガーズで野球を始め、高崎市立佐野中学校時代はボーイズリーグの高崎ボーイズでプレー。
高崎健康福祉大高崎高では2年夏からベンチ入り。2年秋の関東大会は準決勝の東海大相模戦で6安打2失点完投勝利を挙げるなど、エースとしてチームの優勝に貢献。11月に行われた明治神宮野球大会でも初戦と準決勝で完投勝利を収めるなど3試合に登板し、防御率0.90の好投でチームの準優勝に貢献した。
3年春の第92回選抜高等学校野球大会に出場が内定していたが、新型コロナウイルスの感染拡大の影響により大会が中止となった。3年夏の独自大会は決勝で桐生第一に敗れ準優勝に終わった。中止となった選抜高校野球大会の代替として8月に甲子園球場で行われた交流試合では帯広農と対戦し先発したが、4回3失点で降板しチームは敗れた。その後は9月に行われたプロ志望高校生合同練習会に参加した。
2020年10月26日に行われたプロ野球ドラフト会議において、東京ヤクルトスワローズから育成ドラフト1位で指名を受け、11月30日に支度金320万円、年俸280万円（推定）で仮契約を結んだ。背番号は019。

### ヤクルト時代
2021年、4月18日にイースタン・リーグの埼玉西武ライオンズ戦で初登板するも、0.2回を6失点の内容で降板した。最終的には10試合に登板し、防御率は9.90。20イニングで19個の三振を奪ったが、25安打14四死球と制球力に課題を残した。
2022年は、先発登板した7月31日のイースタン・リーグの西武戦では、6者連続三振の投球を見せるなど高い奪三振率を見せる。最終的には16試合に登板し、与四球率5.14と制球に課題は残したが、防御率は3.42と前年から成長を見せた。
2024年、9月30日に戦力外通告を受けた。後に現役引退を示唆。

## 選手としての特徴・人物
高校時代の最高球速は144km/h。スリークォーターからキレのあるボールを投げる。スライダーを得意としている。制球力が課題である。
愛称は「しんちゃん」。

## 詳細情報

### 年度別投手成績
- 一軍公式戦出場なし

### 背番号
- 019（2021年[6] - 2024年）